# Okres

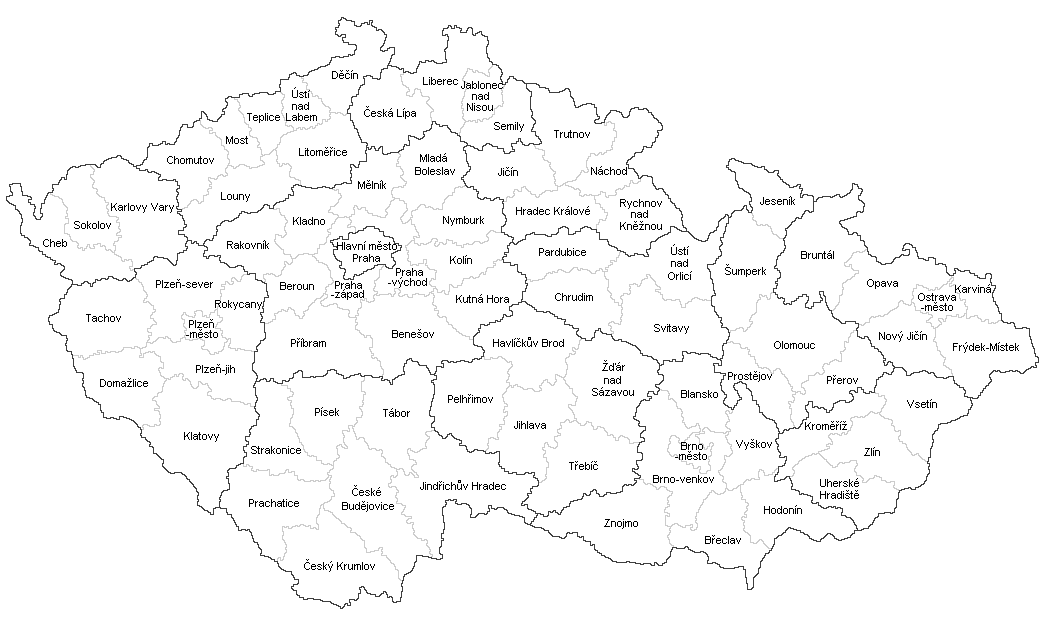
Okresy České republiky k 1. lednu 2007 v hranicích samosprávných krajů (Hlavní město Praha okresem není a na okresy se nečlení)

Okres je územně-správní jednotka zpravidla střední úrovně, vyšší než obec a nižší než kraj, používaná mj. v dnešním Česku. Členění na okresy existovalo – pod různými jmény takto překládanými do češtiny – ve státech po celém světě.

## Historie v zemích Rakousko-Uherska

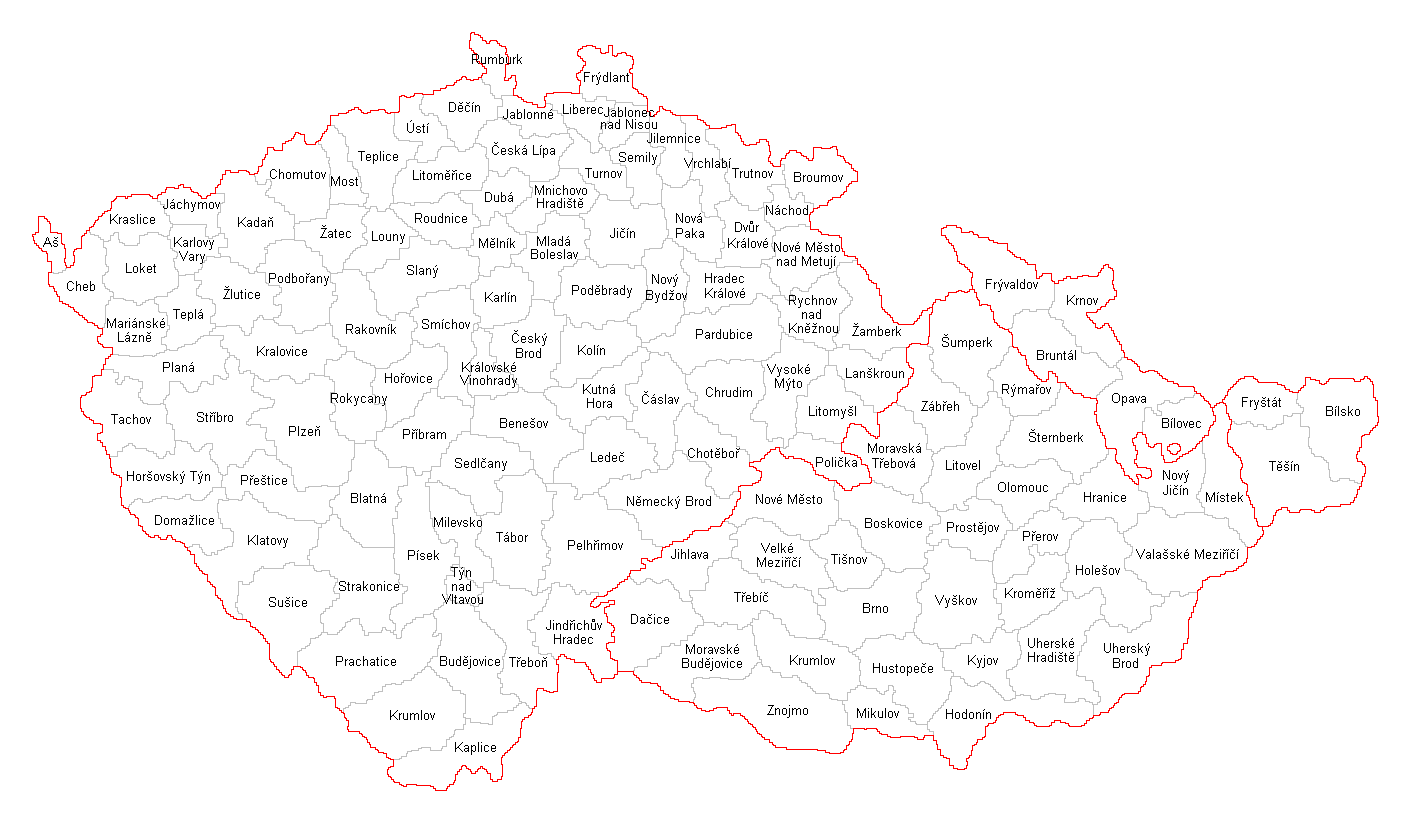
Okresní hejtmanství k roku 1900

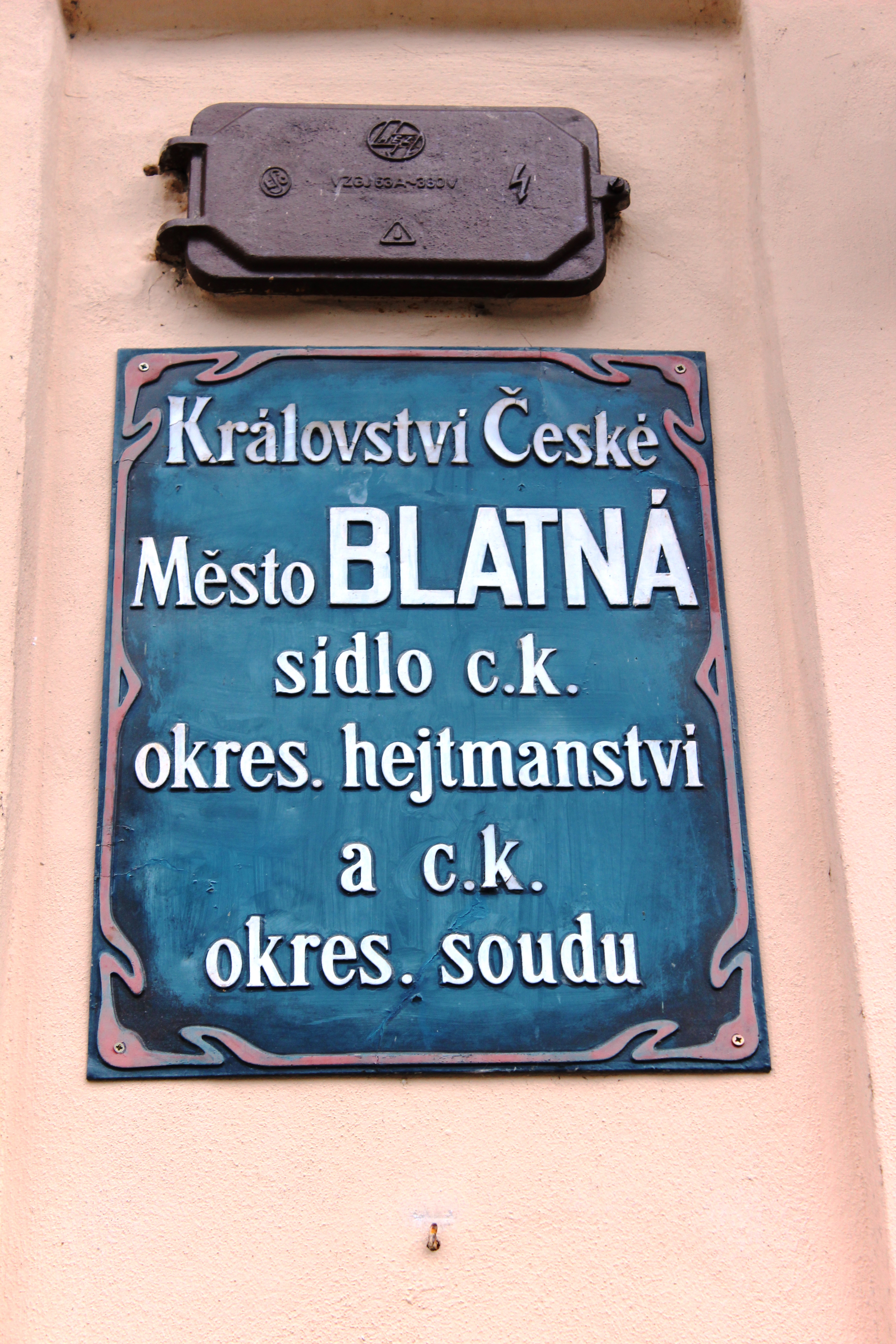
Tabule c. k. okresního hejtmanství a okresního soudu v Blatné

### Vznik okresů
Okresy vznikly v českých zemích v roce 1849 se vznikem obecní samosprávy místo původních panství. Okresy byly dvojí: politické (větší; něm.  Politischer Bezirk, slov. správny okres) pro veřejnou správu a soudní (menší; něm. Gerichtsbezirk, slov. notariát) pro justici. Politických okresů bylo k 1. lednu 1850 v Čechách 79, na Moravě 25 a ve Slezsku 7. V čele zřizovaných okresních hejtmanství stál hejtman, který jediný byl odpovědný svým nadřízeným (tedy Vídni). Hlavní povinnosti hejtmana spočívaly v zajišťování vyhlašování a provádění zákonů, v péči o bezpečnost, veřejný pořádek a pokoj v obvodu, v evidenci obyvatelstva, pomoci při ubytování vojska, dohledu nad správou obecní, péči o hranice, udržování silnic a vodních cest.

### Smíšení správy a soudnictví
V květnu 1855 však došlo ke sloučení správy a soudnictví. Zřízeny byly smíšené okresní úřady v místech původních soudních okresů – těch bylo v Čechách 208, na Moravě 76 a ve Slezsku 22. V čele těchto okresů stál okresní představený, který měl, vlastnil-li právnické vzdělání, i soudní moc, jinak v okrscích soudil jeden z jeho adjutantů. V ostatních ohledech se pravomoci okresních představených v podstatě kryly s těmi, které do té doby měli hejtmané. Přibyl jen tzv. konsens manželský, úřední schvalování sňatků (zrušeno 1860). V roce 1864 došlo v Čechách ke zřízení okresních samospráv. Do vedení okresů byla volena okresní zastupitelstva, která ze svých členů volila okresní výbory a okresního starostu.

### Obnova politických okresů
Prosincová ústava roku 1867 definitivně stanovila, že soudnictví má být oddělené od správy. Na základě zákona z 19. května 1868 a ministerské vyhlášky z 10. července 1868 začala od 31. srpna 1868 opět úřadovat okresní hejtmanství jako úřady spravující politické okresy. Okresů bylo vzhledem k růstu počtu obyvatelstva o něco více než v roce 1850: v Čechách 89, na Moravě 30, ve Slezsku 7. Některá významná (tzv. statutární) města navíc tvořila vlastní obvod: v Čechách Praha a Liberec, na Moravě Brno a Olomouc, ve Slezsku Opava a Frýdek. Okresnímu hejtmanovi kromě výše zmíněných pravomocí ještě příslušel dohled nad volbami do říšské rady.

## Okresy v Československu a Česku

### První republika
Okresy byly nižší jednotkou správy i po nové reformě z roku 1927. Tehdy bylo v Zemi České okresů 103, v zemi Moravskoslezské 45, Slovenské 79 a Podkarpatskoruské 12. V čele okresu opět stál hejtman jmenovaný ministrem vnitra. (Na Podkarpatské Rusi služný.)

### Období nesvobody (1938-1945)
Po Mnichovské dohodě bylo od Česka odděleno pohraniční území, které bylo připojeno k Německé říši. Politischer Bezirk se v Sudetech přejmenoval na Landkreis a Gerichtsbezirk se přejmenoval na Amtsgerichtsbezirk. Po okupaci byly vytvořeny orgány okupační správy Oberlandráty, které zahrnovaly několik okresů, kontrolovaly činnost okresních orgánů a přímo do ní i zasahovaly. Čeští okresní hejtmani byli postupně nahrazováni německými. Na podzim 1942 došlo k reorganizaci správy, kdy byla řada menších okresů sloučena do větších celků. Navíc nebyly výjimkou situace, že oberlandrát současně vykonával funkci hejtmana v několika podřízených okresech, nebo, že jeden německý okresní hejtman spravoval několik okresů najednou.

### Vývoj okresů po roce 1945 (národní výbory)
Po osvobození v letech 1944 a 1945 byly obnoveny okresy v předválečném rozsahu, avšak byla zavedena plná samospráva - při okresních národních výborech byla zřízena volená zastupitelstva, která ze svých řad volila radu a předsedu ONV. Pouze v okresech, kde byl výrazný podíl tzv. nespolehlivého obyvatelstva (Němci, Maďaři), byly na přechodné období dosazeny správní komise jmenované nadřízenými úřady.
Od 1. února 1949 do 31. prosince 2002 pak byly sjednoceny územní obvody státní správy a soudů tak, že administrativní okres se stal současně soudním okresem (počet soudních okresů se tedy snížil).
V roce 1960 došlo ke sloučení okresů do větších celků, mnoho okresů tak zaniklo a jejich počet se opět snížil. Obvod správního okresu i nadále zůstal totožný s obvodem okresního soudu (tj. snížil se také počet okresních soudů).

### Vývoj okresů po roce 1993
Po roce 1993 byla v České republice omezena samospráva nejprve na okresní úrovni: přímo volená pléna okresních národních výborů byla nahrazena nepřímo volenými okresními shromážděními a posléze v roce 2000 zcela zrušena.
Dne 13. června 2002 byl schválen zákon č. 320/2002 Sb., o změně a zrušení některých zákonů v souvislosti s ukončením činnosti okresních úřadů. Dle článku CXVII zákona č. 320/2002 Sb. byly dnem nabytí účinnosti, tj. 1. ledna 2003, zrušeny okresní úřady. Kompetence okresních úřadů převzaly zčásti krajské úřady a zčásti obecní úřady obcí s rozšířenou působností státní správy, čímž okresy přestaly plnit funkci územních jednotek státní správy. Nadále však zůstala zachována okresní organizace u soudů, policie (bývalá Okresní ředitelství byla přeměněna na tzv. Územní odbory), archivů a okresy jsou také používány pro potřeby statistické a územně-orientační.

## Okresy v jiných zemích

### Slovensko
Na Slovensku rovněž zůstaly okresy formálně zachovány, okresní úřady však byly zrušeny a nahrazeny „obvodními úřady“ pro více okresů.

### Rakousko
Rakouské spolkové země se také člení na okresy, které se označují jako Bezirk (plurál Bezirke; stejné označení ve východním Německu se však překládalo jako kraj). Mimo samotných okresů v Rakousku na úrovni okresů existují i statutární města. Podobně jako v Rakousku-Uhersku a Československu do roku 1948 zde dosud existují i soudní okresy.

### Německo
V rámci německých spolkových zemí existují zemské okresy (Landkreis, plurál Landkreise). Postavení okresů zde mají i větší města (Kreisfreie Stadt, plurál Kreisfreie Städte).

### Polsko

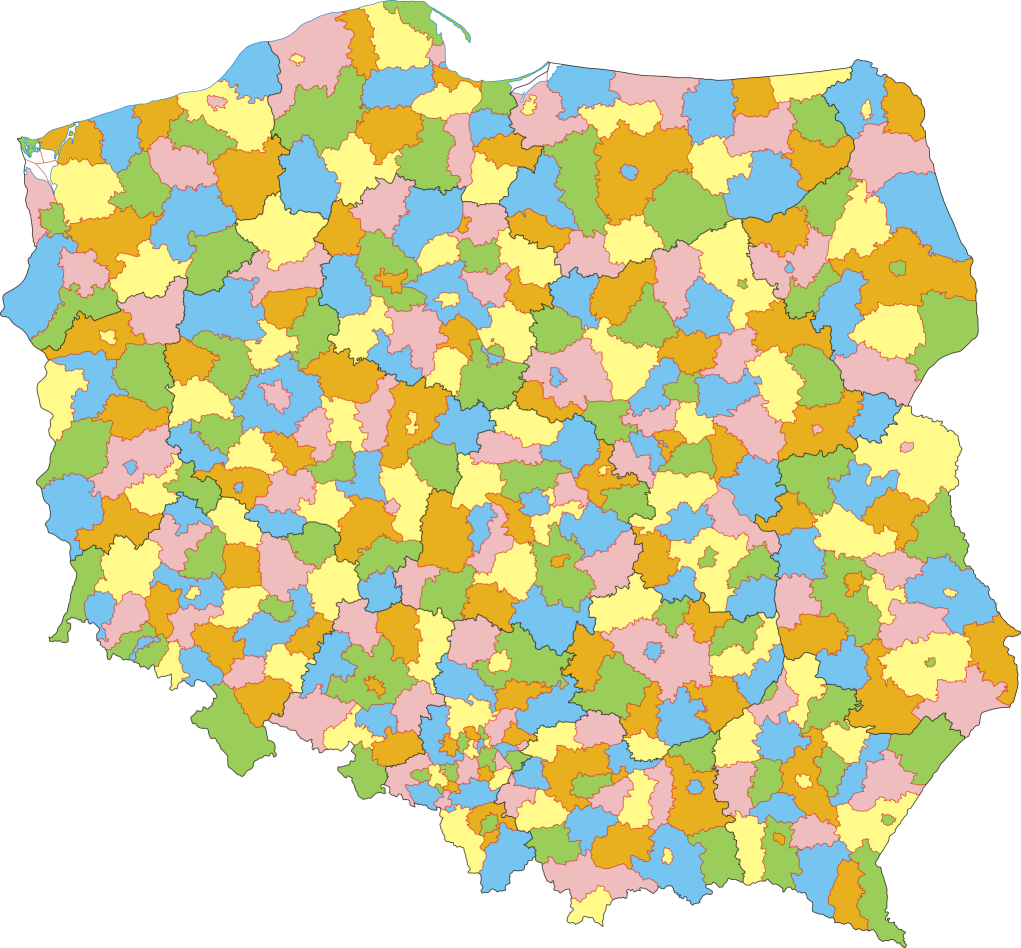
Mapka okresů (powiaty) v Polsku.

V Polsku existuje členění na okresy nazvané powiat, které vzniklo už v 15. století.

### Francie a Belgie
Okresy existují s označením arrondissement také ve Francii a Belgii.

### Anglosaské země
V USA se označují okresy ve většině státech jako county, plurál counties; ve Velké Británii toto slovo označuje hrabství a odpovídají krajům či okresům. Neváží se již na příslušnost k jakéholi osobě nebo panství. Ve Velké Británii, Kanadě se označují jako district (plurál districts).

### Rusko
V Rusku, Bělorusku, na Ukrajině a v Kazachstánu se okresy označují jako rajón (plurál rajóny). Stejné označení se používalo i v bývalém Sovětském svazu.

### Maďarsko
V Maďarsku se okresy označují výrazem járás (plurál járások).